# Cha Chung-hwa
Đây là một tên người Triều Tiên, họ là Cha.
Cha Chung-hwa (tiếng Hàn: 차청화; sinh ngày 28 tháng 4 năm 1980) là nữ diễn viên người Hàn Quốc. Cô là cựu sinh viên Đại học Sangmyung, khoa Sân khấu. Cô ra mắt vào năm 2005, kể từ đó, cô đã xuất hiện trong một số bộ phim và phim truyền hình dài tập. Cô được biết đến với các vai diễn trong Báo động khẩn, tình yêu hạ cánh (2019) và Chàng hậu (2020–21), Điệu cha-cha-cha làng biển (2021) và Dr. Park's Clinic (2022). Cô cũng đã tham gia diễn xuất trong các phim điện ảnh: Đồng đội (2012) và Chuyến tàu sinh tử (2016) trong số nhiều phim.

## Tiểu sử

### Giáo dục
- Trường trung học Jinseong (진성고등학교) – Đã tốt nghiệp
- Đại học Sangmyung (상명대학교), Khoa sân khấu – Đã tốt nghiệp Cử nhân

## Sư nghiệp
Ngày 19 tháng 1, 2022, Cha Chung-hwa ký hợp đồng độc quyền với YNK Entertainment.

## Danh sách phim

### Phim
| Năm  | Nhan đề             | Vai diễn                        | Ghi chú | Ng.   |
| ---- | ------------------- | ------------------------------- | ------- | ----- |
| 2016 | Chuyến tàu sinh tử  | Người phụ nữ trung niên leo núi | Vai nhỏ | [ 4 ] |
| 2020 | Cục nợ hóa cục cưng | Vợ của Byeong-dal               | Vai nhỏ | [ 5 ] |
| 2022 | Birth               |                                 | Vai phụ | [ 6 ] |

### Phim truyền hình
| Năm     | Nhan đề                         | Kênh      | Vai diễn          | Ghi chú       | Ng.    |
| ------- | ------------------------------- | --------- | ----------------- | ------------- | ------ |
| 2019    | Khách sạn ma quái               | tvN       | Ma nước           | Cameo         | [ 5 ]  |
| 2019    | Linh mục nhiệt huyết            | SBS TV    | Ahn Dul-ja        |               | [ 4 ]  |
| 2019–20 | Báo động khẩn, tình yêu hạ cánh | tvN       | Yang Ok-geum      | Vai phụ       | [ 5 ]  |
| 2020    | Tầng lớp Itaewon                | JTBC      | Vợ của thị trưởng | Cameo (tập 3) | [ 7 ]  |
| 2020    | Eccentric! Chef Moon            | Channel A | Pi Gon-sook       | Vai phụ       |        |
| 2020–21 | Chàng hậu                       | tvN       | Thượng cung Choi  | Vai phụ       |        |
| 2021    | Vượt ra tội ác                  | JTBC      | Lee Geum-hwa      |               |        |
| 2021    | Chờ mùa xuân xanh               | KBS2      | Giáo sư Song      | Vai phụ       |        |
| 2021    | Những bác sĩ tài hoa mùa 2      | tvN       | Mẹ của Yeon-woo   | Cameo (tập 1) | [ 8 ]  |
| 2021    | On the Verge of Insanity        | MBC       | Kim Jung-ah       |               | [ 9 ]  |
| 2021    | Điệu cha-cha-cha làng biển      | tvN       | Jo Nam-sook       | Vai phụ       | [ 10 ] |
| 2022    | Tại sao lại là Oh Soo Jae?      | SBS       | Chae Joon-hee     | Vai phụ       | [ 11 ] |
| 2022    | Cleaning Up                     | JTBC      | Dongseo           | Cameo (tập 3) | [ 12 ] |

### Phim chiếu mạng
| Năm  | Nhan đề           | Nền tảng | Vai diễn      | Ghi chú | Ng.    |
| ---- | ----------------- | -------- | ------------- | ------- | ------ |
| 2022 | Dr. Park's Clinic | TVING    | Choi Mi-yeong | Vai phụ | [ 13 ] |

## Hoạt động khác

### Chương trình truyền hình
| Năm  | Nhan đề                   | Kênh phát sóng | Vai trò            | Ghi chú     | Ng.           |
| ---- | ------------------------- | -------------- | ------------------ | ----------- | ------------- |
| 2020 | Happy Together mùa 4      | KBS2           | Khách mời          | Tập 75      | [ 14 ]        |
| 2021 | Running Man               | SBS            | Khách mời          | Tập 540     |               |
| 2021 | Saturday Night Live Korea | Coupang Play   | Thành viên cố định |             | [ 15 ] [ 16 ] |
| 2021 | Running Man               | SBS            | Khách mời          | Tập 584–585 |               |

## Giải thưởng và đề cử
| Năm  | Lễ trao giải                                                           | Hạng mục                                     | (Những) Người/ Tác phẩm được đề cử | Kết quả | Ng.           |
| ---- | ---------------------------------------------------------------------- | -------------------------------------------- | ---------------------------------- | ------- | ------------- |
| 2021 | Giải thưởng nghệ thuật Baeksang lần thứ 57 (57th Baeksang Arts Awards) | Nữ diễn viên phụ xuất sắc nhất – Truyền hình | Chàng hậu                          | Đề cử   | [ 17 ] [ 18 ] |
| 2021 | Giải thưởng phim truyền hình MBC lần thứ 40 (40th MBC Drama Awards)    | Nữ diễn viên phụ xuất sắc nhất               | On the Verge of Insanity           | Đề cử   | [ 19 ]        |